# Turniej Czterech Narodów (piłka nożna kobiet)
Turniej Czterech Narodów jest gościnnym turniejem piłki nożnej kobiet, rozgrywanym rokrocznie od 2002 roku w Chinach.
Wcześniej, w 1998, turniej był rozegrany jako "Guangzhou Tournament".

## Wyniki

### 1998(Turniej Guangzhou)
- 18 stycznia 1998, Guangzhou: Chiny – Norwegia 1:2 (1:1)
- 18 stycznia 1998, Guangzhou: Stany Zjednoczone – Szwecja 3:0 (1:0)
- 21 stycznia 1998, Guangzhou: Chiny – Stany Zjednoczone 0:0
- 21 stycznia 1998, Guangzhou: Norwegia – Szwecja 2:1 (2:0)
- 24 stycznia 1998, Guangzhou: Chiny – Szwecja 4:1
- 24 stycznia 1998, Guangzhou: Stany Zjednoczone – Norwegia 3:0 (1:0)

1.  Stany Zjednoczone – 7

2.  Norwegia – 6

3.  Chiny – 4

4.  Szwecja – 0

### 1999-2001
- Turnieju nie rozgrywano

### 2002
- 23 stycznia 2002, Guangzhou: Chiny – Niemcy 2:1 (1:0)
- 23 stycznia 2002, Guangzhou: Stany Zjednoczone – Norwegia 0:1 (0:1)
- 25 stycznia 2002, Guangzhou: Norwegia – Chiny 3:0 (2:0)
- 25 stycznia 2002, Guangzhou: Niemcy – Stany Zjednoczone 0:0
- 27 stycznia 2002, Guangzhou: Chiny – Stany Zjednoczone 0:2 (0:2)
- 27 stycznia 2002, Guangzhou: Norwegia – Niemcy 1:3 (0:0)

1.  Norwegia – 6

2.  Niemcy – 4

3.  Stany Zjednoczone – 4

4.  Chiny – 3

### 2003
- 23 stycznia 2003, Yiwu: Norwegia – Stany Zjednoczone 1:3 (1:1)
- 23 stycznia 2003, Yiwu: Chiny – Niemcy 0:0
- 26 stycznia 2003, Wuhan: Stany Zjednoczone – Chiny 0:2 (0:2)
- 26 stycznia 2003, Wuhan: Niemcy – Norwegia 2:2 (1:1)
- 29 stycznia 2003, Szanghaj: Niemcy – Stany Zjednoczone 0:1 (0:1)
- 29 stycznia 2003, Szanghaj: Chiny – Norwegia 1:1 (1:0)

1.  Stany Zjednoczone – 6

2.  Chiny – 5

3.  Niemcy – 2

4.  Norwegia – 2

### 2004
- 30 stycznia 2004, Shenzhen: Chiny – Kanada 2:1 (1:0)
- 30 stycznia 2004, Shenzhen: Stany Zjednoczone – Szwecja 3:0 (1:0)
- 1 lutego 2004, Shenzhen: Chiny – Stany Zjednoczone 0:0
- 1 lutego 2004, Shenzhen: Szwecja – Kanada 3:1 (2:0)
- 3 lutego 2004, Shenzhen: Chiny – Szwecja 2:2 (1:1)
- 3 lutego 2004, Shenzhen: Stany Zjednoczone – Kanada 2:0 (1:0)

1.  Stany Zjednoczone – 7

2.  Chiny – 5

3.  Szwecja – 4

4.  Kanada – 0

### 2005
- 28 stycznia 2005, Guangzhou: Chiny – Rosja 3:1 (1:0)
- 28 stycznia 2005, Guangzhou: Niemcy – Australia 0:1 (0:0)
- 30 stycznia 2005, Guangzhou: Chiny – Australia 3:0 (0:0)
- 30 stycznia 2005, Guangzhou: Niemcy – Rosja 1:0 (1:0)
- 1 lutego 2005, Guangzhou: Rosja – Australia 0:5 (0:2)
- 1 lutego 2005, Guangzhou: Chiny – Niemcy 0:2 (0:2)

1.  Chiny – 6

2.  Australia – 6

3.  Niemcy – 6

4.  Rosja – 0

### 2006
- 18 stycznia 2006, Guangzhou: Chiny – Francja 1:1 (0:0)
- 18 stycznia 2006, Guangzhou: Stany Zjednoczone – Norwegia 3:1 (0:0)
- 20 stycznia 2006, Guangzhou: Stany Zjednoczone – Francja 0:0
- 20 stycznia 2006, Guangzhou: Chiny – Norwegia 3:1 (1:0)
- 22 stycznia 2006, Guangzhou: Norwegia – Francja 1:1 (0:1)
- 22 stycznia 2006, Guangzhou: Chiny – Stany Zjednoczone 0:2 (0:2)

1.  Stany Zjednoczone – 7

2.  Chiny – 4

3.  Francja – 3

4.  Norwegia – 1

### 2007
- 26 stycznia 2007, Guangzhou: Stany Zjednoczone – Niemcy 0:0
- 26 stycznia 2007, Guangzhou: Chiny – Anglia 2:0 (2:0)
- 28 stycznia 2007, Guangzhou: Anglia – Stany Zjednoczone 1:1 (0:1)
- 28 stycznia 2007, Guangzhou: Chiny – Niemcy 0:0
- 30 stycznia 2007, Guangzhou: Niemcy – Anglia 0:0
- 30 stycznia 2007, Guangzhou:  Chiny – Stany Zjednoczone 0:2 (0:1)

1.  Stany Zjednoczone – 5

2.  Chiny – 4

3.  Niemcy – 3

4.  Anglia – 2